# Іссама Мпеко
Іссама Мпеко (фр. Issama Mpeko, нар. 3 березня 1986, Мбандака) — конголезький футболіст, лівий захисник клубу «ТП Мазембе» і національної збірної Демократичної Республіки Конго. У складі останньої є рекордсменом за кількістю проведених офіційних ігор.

## Клубна кар'єра
У дорослому футболі дебютував 2006 року виступами за команду «Люм'єр», в якій провів три сезони.
Своєю грою за цю команду привернув увагу представників тренерського штабу клубу «Мотема Пембе», до складу якого приєднався 2009 року. Відіграв за команду з Кіншаси наступні два сезони своєї ігрової кар'єри, після чого протягом трьох з половиною років грав за «Віта Клуб».
Протягом 2014—2015 років грав в Анголі, де захищав кольори клубу «Кабушкорп».
2015 року повернувся на батьківщину, уклавши контракт з «ТП Мазембе».

## Виступи за збірну
2011 року дебютував в офіційних матчах у складі національної збірної Демократичної Республіки Конго.
У складі збірної був учасником Кубка африканських націй 2013 року у ПАР, Кубка африканських націй 2015 року в Екваторіальній Гвінеї, Кубка африканських націй 2017 року в Габоні, а також Кубка африканських націй 2019 року в Єгипті.
Навесні 2019 року провів свою 65-ту гру за збірну, обійшовши за цим показником Жоеля Кімвакі і ставши рекордсменом національної команди ДР Конго за кількістю проведених матчів.
У 5 матчах виводив збірну з капітанською пов'язкою.

## Титули і досягнення
- Бронзовий призер Кубка африканських націй: 2015